# Liste der Einträge im National Register of Historic Places im Clay County (Illinois)

Lage des Clay County in Illinois

Die Liste der Einträge im National Register of Historic Places im Clay County in Illinois führt alle Bauwerke und historischen Stätten im Clay County auf, die in das National Register of Historic Places aufgenommen wurden.
| [ 2 ] | Name                              | Bild                              | Eintragsdatum        | Lage                                                 | Ort        | Beschreibung |
| ----- | --------------------------------- | --------------------------------- | -------------------- | ---------------------------------------------------- | ---------- | ------------ |
| 1     | Baltimore and Ohio Railroad Depot | Baltimore and Ohio Railroad Depot | 1998 ID-Nr. 98000112 | 225 West Railroad Street 38° 40′ 4″ N, 88° 29′ 18″ W | Flora      |              |
| 2     | Clay County Jail                  | Clay County Jail                  | 1998 ID-Nr. 98000986 | 195 Main Street 38° 46′ 20″ N, 88° 30′ 3″ W          | Louisville |              |
| 3     | Pearl and Bess Meyer House        | Pearl and Bess Meyer House        | 2001 ID-Nr. 01000084 | 233 East 2nd Street 38° 40′ 14″ N, 88° 29′ 2″ W      | Flora      |              |
| 4     | Paine House                       | Paine House                       | 1985 ID-Nr. 85002843 | Route 1, Box 19 A 38° 38′ 19″ N, 88° 38′ 5″ W        | Xenia      |              |
| 5     | Shriver House                     | Shriver House                     | 1983 ID-Nr. 83000306 | 117 East 3rd Street 38° 40′ 15″ N, 88° 29′ 10″ W     | Flora      |              |